# 生放送で満点出せるか100点カラオケ音楽祭
『生放送で満点出せるか100点カラオケ音楽祭』（なまほうそうでまんてんだせるかひゃくてんカラオケおんがくさい）は、特別番組として2020年からTBS系列で年に2回放送されているTBSテレビ制作の音楽番組。

## 概要
採点機能付きのカラオケで満点（100点）を出した経験のある実力者たち（挑戦者）をTBSテレビのスタジオ（またはスタジオ以外の場所からの生中継）に登場させたうえで、放送中に1曲だけフルコーラスで歌うことを条件に、100点の獲得を目指す番組。挑戦者には、歌った曲の採点結果が100点であった場合にのみ賞金100万円が授与され、失敗した場合、照明が赤転される。
第1回（2020年1月11日）から基本として1月と8月に土曜日のゴールデンタイムで放送されていることから、TBSテレビの公式サイト内に 番組専用のページ を常設。過去の放送から100点・100万円獲得者の歌唱映像を改めて編集した動画を公開しているほか、次回の放送が決まった場合には、一般視聴者からの応募を期間限定で受け付けている。100点相当の歌唱力の持ち主であることが分かる歌唱動画の添付が応募の条件になっていて、カラオケで100点を出したことが分かる画像を応募者が保存している場合には、その画像の添付も求めている。ただし実際には、上記のプロセスを経て事前の審査で選ばれた一般視聴者に加えて、プロの歌手やタレントも多数挑戦している。
なお、2021年の第3回（1月16日）と第4回（8月28日）については、放送当日の直前に収録した映像を放送した。生放送を予定していた日が放送の決定後に新型インフルエンザ等対策特別措置法に基づく緊急事態宣言の発出期間と重なったことに伴う措置だが、タイトルに「生放送」を冠していることから、上記の法律・宣言の趣旨である新型コロナウイルスへの感染拡大防止策を徹底させること を前提に、撮って出し（無編集）による擬似生放送で対応した。

## 出演者
司会（MC）
- バナナマン（設楽統・日村勇紀）
- 指原莉乃

見届け人（スタジオゲスト）
プロの演奏家や歌手が含まれているが、番組の構成上、挑戦者が歌う楽曲の審査には関与していない。
- 第1回：清塚信也、ギャル曽根、佐藤健、上白石萌音
- 第2回：清塚信也、ギャル曽根、神宮寺勇太（当時・King & Prince）、剛力彩芽
- 第3回：小柳ゆき、白濱亜嵐（GENERATIONS from EXILE TRIBE）、めるる（生見愛瑠）、宮川大輔
- 第4回：ウルフ・アロン、川田裕美、堀未央奈、みちょぱ（池田美優）、ソニン
- 第5回：清塚信也、小柳ゆき、三宅健、フワちゃん

リポーター
第1回から第3回までは挑戦者の楽屋から、第5回（2022年1月15日放送分）では毎日放送の制作協力による大阪城付近からの生中継で登場。第4回では、中継のパートを設定していなかった。
- 江藤愛（第1回、TBSテレビアナウンサー）
- 日比麻音子（第2回・第3回、同上）
- 前田春香（第5回、毎日放送アナウンサー）

挑戦者
- 第3回 :桜井玲香
- 第4回:

VTR出演
- 第3回:秋元真夏
- 第5回:倖田來未・misono姉妹

## 放送リスト
| 放送日時      | 放送時間      | 出演者                                | 曲目                                                  | 点数   | 備考 |
| ------------- | ------------- | ------------------------------------- | ----------------------------------------------------- | ------ | --- |
| 2020年1月11日 | 18:55 - 21:00 | 宮城杏菜                              | 宿命 （Official髭男dism）                             | 99.212 | 18:55 - 19:00は『もうすぐ』枠（一部地域のみ） |
| 2020年1月11日 | 18:55 - 21:00 | 土屋アンナ                            | Forever Love （X JAPAN）                              | 99.891 | 18:55 - 19:00は『もうすぐ』枠（一部地域のみ） |
| 2020年1月11日 | 18:55 - 21:00 | 竹岡七海                              | Precious （伊藤由奈）                                 | 99.561 | 18:55 - 19:00は『もうすぐ』枠（一部地域のみ） |
| 2020年1月11日 | 18:55 - 21:00 | 後上翔太（純烈）                      | さよならエレジー （菅田将暉）                         | 98.681 | 18:55 - 19:00は『もうすぐ』枠（一部地域のみ） |
| 2020年1月11日 | 18:55 - 21:00 | 北和真 川邊杏佑美                     | さよなら 大好きな人 （花*花）                         | 99.016 | 18:55 - 19:00は『もうすぐ』枠（一部地域のみ） |
| 2020年1月11日 | 18:55 - 21:00 | 徳永ゆうき                            | Pretender （Official髭男dism）                        | 98.911 | 18:55 - 19:00は『もうすぐ』枠（一部地域のみ） |
| 2020年1月11日 | 18:55 - 21:00 | 宮本はなみ                            | アイノカタチfeat.HIDE (GReeeeN) （MISIA）             | 99.177 | 18:55 - 19:00は『もうすぐ』枠（一部地域のみ） |
| 2020年1月11日 | 18:55 - 21:00 | ほいけんた                            | 言えないよ （郷ひろみ）                               | 100    | 18:55 - 19:00は『もうすぐ』枠（一部地域のみ） |
| 2020年1月11日 | 18:55 - 21:00 | ヤナギミツエ                          | フレア （Superfly）                                   | 100    | 18:55 - 19:00は『もうすぐ』枠（一部地域のみ） |
| 2020年8月30日 | 18:30 - 20:54 | 橋本梨々果                            | ECHO （Little Glee Monster）                          | 99.619 | |
| 2020年8月30日 | 18:30 - 20:54 | 土屋アンナ                            | 紅蓮華 （LiSA）                                       | 99.622 | |
| 2020年8月30日 | 18:30 - 20:54 | 小崎友市                              | メリクリ （BoA）                                      | 100    | |
| 2020年8月30日 | 18:30 - 20:54 | 岡藤瑠々                              | イントゥ・ジ・アンノウン〜心のままに                  | 98.192 | |
| 2020年8月30日 | 18:30 - 20:54 | チューバックアンジェラ                | ビリーヴ （シェネル）                                 | 100    | |
| 2020年8月30日 | 18:30 - 20:54 | さよこ みつこ                         | さよなら 大好きな人 （花*花）                         | 100    | |
| 2020年8月30日 | 18:30 - 20:54 | すみれ                                | Never Enough                                          | 99.565 | |
| 2020年8月30日 | 18:30 - 20:54 | Masaya                                | マリーゴールド （あいみょん）                         | 99.623 | |
| 2020年8月30日 | 18:30 - 20:54 | 野呂佳代                              | 瞬き （back number）                                  | 97.182 | |
| 2020年8月30日 | 18:30 - 20:54 | ほいけんた                            | シングルベッド （シャ乱Q）                            | 99.361 | |
| 2020年8月30日 | 18:30 - 20:54 | 杵渕はな（はなしょー）                | 愛のうた （倖田來未）                                 | 98.302 | |
| 2021年1月16日 | 19:00 - 21:54 | 風間ひなの                            | Hero （安室奈美恵）                                   | 100    | 新型インフルエンザ等対策特別措置法に基づく緊急事態宣言の 発出期間中に放送することを踏まえて、 放送当日の撮って出し方式による擬似生放送番組として編成。 MCも、その旨を放送の冒頭で視聴者に説明している。 |
| 2021年1月16日 | 19:00 - 21:54 | 岩崎ひなの                            | Beautiful （Superfly）                                | 99.091 | 新型インフルエンザ等対策特別措置法に基づく緊急事態宣言の 発出期間中に放送することを踏まえて、 放送当日の撮って出し方式による擬似生放送番組として編成。 MCも、その旨を放送の冒頭で視聴者に説明している。 |
| 2021年1月16日 | 19:00 - 21:54 | 伊原六花                              | 変わらないもの （奥華子）                             | 96.550 | 新型インフルエンザ等対策特別措置法に基づく緊急事態宣言の 発出期間中に放送することを踏まえて、 放送当日の撮って出し方式による擬似生放送番組として編成。 MCも、その旨を放送の冒頭で視聴者に説明している。 |
| 2021年1月16日 | 19:00 - 21:54 | 陣内隆憲                              | あなたに逢いたくて〜Missing you〜 （松田聖子）        | 98.524 | 新型インフルエンザ等対策特別措置法に基づく緊急事態宣言の 発出期間中に放送することを踏まえて、 放送当日の撮って出し方式による擬似生放送番組として編成。 MCも、その旨を放送の冒頭で視聴者に説明している。 |
| 2021年1月16日 | 19:00 - 21:54 | 島津心美                              | 裸の心 （あいみょん）                                 | 100    | 新型インフルエンザ等対策特別措置法に基づく緊急事態宣言の 発出期間中に放送することを踏まえて、 放送当日の撮って出し方式による擬似生放送番組として編成。 MCも、その旨を放送の冒頭で視聴者に説明している。 |
| 2021年1月16日 | 19:00 - 21:54 | 濱野花音                              | 炎 （LiSA）                                           | 100    | 新型インフルエンザ等対策特別措置法に基づく緊急事態宣言の 発出期間中に放送することを踏まえて、 放送当日の撮って出し方式による擬似生放送番組として編成。 MCも、その旨を放送の冒頭で視聴者に説明している。 |
| 2021年1月16日 | 19:00 - 21:54 | 山﨑玲奈                              | アイノカタチfeat.HIDE (GReeeeN) （MISIA）             | 97.946 | 新型インフルエンザ等対策特別措置法に基づく緊急事態宣言の 発出期間中に放送することを踏まえて、 放送当日の撮って出し方式による擬似生放送番組として編成。 MCも、その旨を放送の冒頭で視聴者に説明している。 |
| 2021年1月16日 | 19:00 - 21:54 | 大津秀憲 大津秀智                     | 未来 （コブクロ）                                     | 98.662 | 新型インフルエンザ等対策特別措置法に基づく緊急事態宣言の 発出期間中に放送することを踏まえて、 放送当日の撮って出し方式による擬似生放送番組として編成。 MCも、その旨を放送の冒頭で視聴者に説明している。 |
| 2021年1月16日 | 19:00 - 21:54 | 糸井愛梨                              | SEASONS （浜崎あゆみ）                                | 100    | 新型インフルエンザ等対策特別措置法に基づく緊急事態宣言の 発出期間中に放送することを踏まえて、 放送当日の撮って出し方式による擬似生放送番組として編成。 MCも、その旨を放送の冒頭で視聴者に説明している。 |
| 2021年1月16日 | 19:00 - 21:54 | 桜井玲香                              | フレンズ （レベッカ）                                 | 98.957 | 新型インフルエンザ等対策特別措置法に基づく緊急事態宣言の 発出期間中に放送することを踏まえて、 放送当日の撮って出し方式による擬似生放送番組として編成。 MCも、その旨を放送の冒頭で視聴者に説明している。 |
| 2021年1月16日 | 19:00 - 21:54 | 小森正人                              | あとひとつ （FUNKY MONKEY BABYS）                     | 99.120 | 新型インフルエンザ等対策特別措置法に基づく緊急事態宣言の 発出期間中に放送することを踏まえて、 放送当日の撮って出し方式による擬似生放送番組として編成。 MCも、その旨を放送の冒頭で視聴者に説明している。 |
| 2021年1月16日 | 19:00 - 21:54 | ハリウリサ                            | I Will Always Love You （ホイットニー・ヒューストン） | 98.644 | 新型インフルエンザ等対策特別措置法に基づく緊急事態宣言の 発出期間中に放送することを踏まえて、 放送当日の撮って出し方式による擬似生放送番組として編成。 MCも、その旨を放送の冒頭で視聴者に説明している。 |
| 2021年1月16日 | 19:00 - 21:54 | 土屋アンナ                            | 飾りじゃないのよ涙は （中森明菜）                     | 98.011 | 新型インフルエンザ等対策特別措置法に基づく緊急事態宣言の 発出期間中に放送することを踏まえて、 放送当日の撮って出し方式による擬似生放送番組として編成。 MCも、その旨を放送の冒頭で視聴者に説明している。 |
| 2021年1月16日 | 19:00 - 21:54 | 小崎友市                              | 逢いたくていま （MISIA）                              | 100    | 新型インフルエンザ等対策特別措置法に基づく緊急事態宣言の 発出期間中に放送することを踏まえて、 放送当日の撮って出し方式による擬似生放送番組として編成。 MCも、その旨を放送の冒頭で視聴者に説明している。 |
| 2021年8月28日 | 19:00 - 21:00 | 宮前風吹                              | Precious （伊藤由奈）                                 | 100    | 新型インフルエンザ等対策特別措置法に基づく緊急事態宣言の 発出期間中に放送することを踏まえて、 放送当日の撮って出し方式による擬似生放送番組として編成。 MCも、その旨を放送の冒頭で視聴者に説明している。 |
| 2021年8月28日 | 19:00 - 21:00 | 瀧本充隆                              | 魔法の絨毯 （川崎鷹也）                               | 98.029 | 新型インフルエンザ等対策特別措置法に基づく緊急事態宣言の 発出期間中に放送することを踏まえて、 放送当日の撮って出し方式による擬似生放送番組として編成。 MCも、その旨を放送の冒頭で視聴者に説明している。 |
| 2021年8月28日 | 19:00 - 21:00 | 保科萌夏                              | HEAVEN （浜崎あゆみ）                                 | 99.276 | 新型インフルエンザ等対策特別措置法に基づく緊急事態宣言の 発出期間中に放送することを踏まえて、 放送当日の撮って出し方式による擬似生放送番組として編成。 MCも、その旨を放送の冒頭で視聴者に説明している。 |
| 2021年8月28日 | 19:00 - 21:00 | 所谷彩未                              | Mela! （緑黄色社会）                                  | 99.557 | 新型インフルエンザ等対策特別措置法に基づく緊急事態宣言の 発出期間中に放送することを踏まえて、 放送当日の撮って出し方式による擬似生放送番組として編成。 MCも、その旨を放送の冒頭で視聴者に説明している。 |
| 2021年8月28日 | 19:00 - 21:00 | 益田勝志                              | 花束のかわりにメロディーを （清水翔太）               | 99.592 | 新型インフルエンザ等対策特別措置法に基づく緊急事態宣言の 発出期間中に放送することを踏まえて、 放送当日の撮って出し方式による擬似生放送番組として編成。 MCも、その旨を放送の冒頭で視聴者に説明している。 |
| 2021年8月28日 | 19:00 - 21:00 | 尾田夏音 尾田このみ                   | WINDING ROAD （絢香×コブクロ）                        | 99.548 | 新型インフルエンザ等対策特別措置法に基づく緊急事態宣言の 発出期間中に放送することを踏まえて、 放送当日の撮って出し方式による擬似生放送番組として編成。 MCも、その旨を放送の冒頭で視聴者に説明している。 |
| 2021年8月28日 | 19:00 - 21:00 | 川口理貴                              | ドライフラワー （優里）                               | 100    | 新型インフルエンザ等対策特別措置法に基づく緊急事態宣言の 発出期間中に放送することを踏まえて、 放送当日の撮って出し方式による擬似生放送番組として編成。 MCも、その旨を放送の冒頭で視聴者に説明している。 |
| 2021年8月28日 | 19:00 - 21:00 | 天翔愛                                | 瑠璃色の地球 （松田聖子）                             | 97.952 | 新型インフルエンザ等対策特別措置法に基づく緊急事態宣言の 発出期間中に放送することを踏まえて、 放送当日の撮って出し方式による擬似生放送番組として編成。 MCも、その旨を放送の冒頭で視聴者に説明している。 |
| 2021年8月28日 | 19:00 - 21:00 | 佐野晶哉（Aぇ! group）                | オレンジ （SMAP）                                     | 99.398 | 新型インフルエンザ等対策特別措置法に基づく緊急事態宣言の 発出期間中に放送することを踏まえて、 放送当日の撮って出し方式による擬似生放送番組として編成。 MCも、その旨を放送の冒頭で視聴者に説明している。 |
| 2022年1月15日 | 18:51 - 21:00 | 岩崎ひなの                            | タマシイレボリューション （Superfly）                 | 100    | 18:51 - 19:00は『もうすぐ』枠（一部地域のみ） 林勇はVTRのナレーションも担当（出演の前に収録） 佐野晶哉は大阪城付近からの生中継で出演                                                                    |
| 2022年1月15日 | 18:51 - 21:00 | 鈴木莉愛                              | 三日月 （絢香）                                       | 98.997 | 18:51 - 19:00は『もうすぐ』枠（一部地域のみ） 林勇はVTRのナレーションも担当（出演の前に収録） 佐野晶哉は大阪城付近からの生中継で出演                                                                    |
| 2022年1月15日 | 18:51 - 21:00 | 新井サブリナ                          | プロローグ （Uru）                                    | 97.459 | 18:51 - 19:00は『もうすぐ』枠（一部地域のみ） 林勇はVTRのナレーションも担当（出演の前に収録） 佐野晶哉は大阪城付近からの生中継で出演                                                                    |
| 2022年1月15日 | 18:51 - 21:00 | 松田元太（Travis Japan）              | Anniversary （KinKi Kids）                            | 99.766 | 18:51 - 19:00は『もうすぐ』枠（一部地域のみ） 林勇はVTRのナレーションも担当（出演の前に収録） 佐野晶哉は大阪城付近からの生中継で出演                                                                    |
| 2022年1月15日 | 18:51 - 21:00 | 島津心美 小崎友市 風間ひなの 糸井愛梨 | 2009年POPS女性シンガーメドレー                        | 99.823 | 18:51 - 19:00は『もうすぐ』枠（一部地域のみ） 林勇はVTRのナレーションも担当（出演の前に収録） 佐野晶哉は大阪城付近からの生中継で出演                                                                    |
| 2022年1月15日 | 18:51 - 21:00 | 林勇                                  | ひまわりの約束 （秦基博）                             | 100    | 18:51 - 19:00は『もうすぐ』枠（一部地域のみ） 林勇はVTRのナレーションも担当（出演の前に収録） 佐野晶哉は大阪城付近からの生中継で出演                                                                    |
| 2022年1月15日 | 18:51 - 21:00 | 佐野晶哉（Aぇ! group）                | 友よ （関ジャニ∞）                                    | 100    | 18:51 - 19:00は『もうすぐ』枠（一部地域のみ） 林勇はVTRのナレーションも担当（出演の前に収録） 佐野晶哉は大阪城付近からの生中継で出演                                                                    |
| 2022年1月15日 | 18:51 - 21:00 | 神田茂子                              | ラヴ・イズ・オーヴァー （欧陽菲菲）                   | 97.917 | 18:51 - 19:00は『もうすぐ』枠（一部地域のみ） 林勇はVTRのナレーションも担当（出演の前に収録） 佐野晶哉は大阪城付近からの生中継で出演                                                                    |
| 2022年1月15日 | 18:51 - 21:00 | 坪内聖士                              | なごり雪 （イルカ）                                   | 98.628 | 18:51 - 19:00は『もうすぐ』枠（一部地域のみ） 林勇はVTRのナレーションも担当（出演の前に収録） 佐野晶哉は大阪城付近からの生中継で出演                                                                    |
| 2022年1月15日 | 18:51 - 21:00 | 茶々                                  | Let it Go〜ありのままで〜                             | 100    | 18:51 - 19:00は『もうすぐ』枠（一部地域のみ） 林勇はVTRのナレーションも担当（出演の前に収録） 佐野晶哉は大阪城付近からの生中継で出演                                                                    |

## ネット局
| 放送対象地域  | 放送局                    | 系列    | 備考              |
| ------------- | ------------------------- | ------- | ----------------- |
| 関東広域圏    | TBSテレビ（TBS）          | TBS系列 | 【制作局】        |
| 北海道        | 北海道放送（HBC）         | TBS系列 |                   |
| 青森県        | 青森テレビ（ATV）         | TBS系列 |                   |
| 岩手県        | IBC岩手放送（IBC）        | TBS系列 |                   |
| 宮城県        | 東北放送（TBC）           | TBS系列 |                   |
| 山形県        | テレビユー山形（TUY）     | TBS系列 |                   |
| 福島県        | テレビユー福島（TUF）     | TBS系列 |                   |
| 山梨県        | テレビ山梨（UTY）         | TBS系列 |                   |
| 新潟県        | 新潟放送（BSN）           | TBS系列 |                   |
| 長野県        | 信越放送（SBC）           | TBS系列 |                   |
| 静岡県        | 静岡放送（SBS）           | TBS系列 |                   |
| 富山県        | チューリップテレビ（TUT） | TBS系列 |                   |
| 石川県        | 北陸放送（MRO）           | TBS系列 |                   |
| 中京広域圏    | CBCテレビ（CBC）          | TBS系列 |                   |
| 近畿広域圏    | 毎日放送（MBS）           | TBS系列 | 第5回の中継協力局 |
| 鳥取県･島根県 | 山陰放送（BSS）           | TBS系列 |                   |
| 岡山県･香川県 | RSK山陽放送（RSK）        | TBS系列 |                   |
| 広島県        | 中国放送（RCC）           | TBS系列 |                   |
| 山口県        | テレビ山口（tys）         | TBS系列 |                   |
| 愛媛県        | あいテレビ（ITV）         | TBS系列 |                   |
| 高知県        | テレビ高知（KUTV）        | TBS系列 |                   |
| 福岡県        | RKB毎日放送（RKB）        | TBS系列 |                   |
| 長崎県        | 長崎放送（NBC）           | TBS系列 |                   |
| 熊本県        | 熊本放送（RKK）           | TBS系列 |                   |
| 大分県        | 大分放送（OBS）           | TBS系列 |                   |
| 宮崎県        | 宮崎放送（MRT）           | TBS系列 |                   |
| 鹿児島県      | 南日本放送（MBC）         | TBS系列 |                   |
| 沖縄県        | 琉球放送（RBC）           | TBS系列 |                   |

## スタッフ
第5回放送
- ナレーター：林勇（第4回-）、内田彩
- 構成：足塚かずお、髙倉俊祐、あだち昌也、林田晋一、登飛翔（足塚→第1,3回-、あだち→第2回-、林田→第2,3,5回）
- TM：鈴木博之（第4回-、第3回までは照明）
- PM(第4回-)：寺尾昭彦（第4回-）
- TD：中村年正、米山亨（米山→第3回-）
- カメラ：佐藤光一（第4回-）
- VE：木野内洋（第3回-）
- 音声：浜崎健
- PA：中澤望（第5回）
- 照明：宮澤朗（第4回-）、栗林勇太（第5回）
- 美術プロデューサー：太田卓志
- 美術デザイナー：寒友哉
- 美術制作：桂誉和
- 装置：遠藤利彦（第4回-）
- 装置操作：石川清大
- 電飾：渡辺竜明（第3回-）、土肥翔太
- 特殊装置(第5回)：朝熊智浩（第3回は特殊装飾）
- アクリル装飾：青木剛
- 装飾：野呂利勝
- 特殊効果：星野達哉
- ヘアメイク(第3回-)：永野あゆみ（第3,5回）
- CG(第4回-)：八木真一郎（第4回-、第3回まではCGプロデューサー）、岩屋朝仁（第4回-、第3回まではCGデザイナー）
- 歌詞テロップ(第4回-)：久保翔子（第4回-、第3回はVFE）
- タイトルCG：森三平
- 編集：藤森智史、田中俊（田中→第3回-）
- MA：芝岡亜紗美（第3回-）
- 音効：岡田淳一、中條賢（中條→第4回-）
- 編成：川島優子（第4回-）
- 番宣：山岸信良
- TK：長谷川道子
- デスク：小川伸子
- 技術協力：TBS ACT（第4回-）、MTプランニング
- 中継協力(第5回)：MBS
  - 中継スタッフ(第5回)：下北晃功、笹井菜由、諸正義彦、長澤康貴（共に第5回）
  - 中継美術制作(第5回)：中西勇二（第5回）
  - 中継技術協力(第5回)：堺かつら、高津商会（共に第5回）
- 制作協力：エクセリング、かめハウス、ダイジョブス
- カラオケ音源協力：DAM（第一興商）
- 感染対策監修：嘉糠洋陸（第3回-）
- 協力：柳光絵（カラフルVOICE、第4回-）、MUSIC PLANET、KKR HOTEL OSAKA（MUSIC→第4回-、KKR→第5回）
- AD：伊東春香、山本真由、土山日菜子、伊東温佳、伊庭智美、松本美久、丹野絵梨香（土山・伊東温→第4回-、伊庭→第5回、松本→第3,5回）
- ディレクター：遠藤徹・有田直美・丸谷水希・林広太郎（ダイジョブス）、鈴木良尚、江口聡昭（クラシリオン）、渡辺学（てっぱん）（鈴木・渡辺→第2回-）
- 制作プロデューサー：久田誠司、林貴恵、名田雅哉（officeDA-NA）、木谷真規（エクセリング）（林→第4回-、第3回まではAP、名田→第5回）
- 演出：亀田剛（かめハウス）、前島隆昭（ダイジョブス）、香西康位
- 総合演出：軸原資雄
- プロデューサー：安永洋平、上田淳也（上田→第1,2回は編成、第3,4回は協力プロデューサー）
- 制作：TBSテレビコンテンツ制作局バラエティ制作一部
- 製作著作：TBS

### 過去のスタッフ
- ナレーター：落合福嗣（第3回まで）
- 構成：飯塚大悟（第1,2回）
- TM：山下直（第3回まで）
- SW：中野啓（第1回）、小笠原朋樹（第1,2回）
- カメラ：荒井隆之（第3回まで）
- VE：生田史織（第1,2回）
- PA：葉桐慶次（第3回まで）、花田淳史（第4回）
- 装置：相良比佐夫（第3回まで）
- 装置操作：今野貴司（第1回）
- 装飾：田村健治（第1回）
- 電飾：阿部達矢（第1,2回）
- テロップ：中山龍司（第1,2回）望月貴仁（第3回）
- VFE：佐藤洋子（第1回）、森本佳史（第1,2回）
- ヘアメイク(第3回-)：藤田三奈（第4回、第1,2回はメイク）
- <中継>
  - TD：掛田大輔（第2回）
  - カメラ：明石諒（第1回）、青木謙二（第2回）
  - VE：柿沼司（第2回）
  - 音声：龍田幸久（第1,2回）
  - 照明：小野寺伸一（第1,2回）
- リサーチ：トロリー（第1,2回）、ライターズ・オフィス（第2回）
- MA：横田良孝（第1回）、右田安昌（第2回）
- 編成：寺田淳史（第3回）
- 公開：松元裕二、中垣雄稀（すべて第1回）
- 技術協力：東通、エヌ・エス・ティー、ティエルシー、TAMCO（第3回まで）
- 協力：歌が上手い人にグッとくる会、カラオケ大学、カラフルWOCHE、東京カラオケまつり2019グランドチャンピオン大会（共に第1回）、ビッグエコー（第一興商）、カラオケコート・ダジュール（快活フロンティア）、北和真、平野光司郎（共に第1,2回）、心歌志隊、地球屋（共に第4回）
- リモート担当(第4回)：山家稔貴、小川和幸（HBC）、安齋文恵（TUF）、新行希望（MBSテレビ）、田上祐佳里（itv）、塚本洋史、大前健太（第4回）
- 担当プロデューサー(第3,4回)：吉橋隆雄（第3回、第1,2回はMP）、志賀大士（第4回）
- 協力プロデューサー(第3,4回)：松原拓也（第3,4回）
- AD：本田栞音、中村早紀、中村菜結／桑原大智、岩澤恋、遠藤海斗（すべて第1回）、久米慶一郎、佐藤成治、木ノ本真菜、小川愛弓、沢田早弥香、長坂真弥、渡辺亮太、福田智幸、岩本結美子、伊藤麻衣（共に第1,2回）、増田拓夢（第4回）
- ディレクター：橋本詳吾、阿部秀紀（共に第1,2回）、権亨悟（第1,2,4回）、塚本洋史（第2回）、松崎秀峰、須藤駿（共に第3回）
- AP：吉澤豪起（第1回は制作P、第2回はAP）
- CP(第3,4回)：大木真太郎（第3回）、小林弘典（第4回）